# Société par actions simplifiée
Pour les articles homonymes, voir SAS.
 (février 2012).
Si vous disposez d'ouvrages ou d'articles de référence ou si vous connaissez des sites web de qualité traitant du thème abordé ici, merci de compléter l'article en donnant les références utiles à sa vérifiabilité et en les liant à la section « Notes et références ».
Une société par actions simplifiée (SAS) est une entreprise définie par les articles L.227-1 à L.227-20 et L.244-1 à L.244-4 du code de commerce français. Elle constitue une alternative à la société anonyme assortie d'un pacte d'actionnaires de droit.

## Description
La SAS est à la fois société de capitaux, ce qui la rapproche de la société anonyme, et société de personnes, ce qui en fait une société mixte. Elle se distingue surtout de la SA par la grande liberté qui est laissée aux associés. Cet allègement des contraintes, et notamment le fait que le fonctionnement interne de la SAS est essentiellement défini par les statuts, c’est-à-dire par la volonté de ses associés, et non pas par la loi, est en effet à l'origine de la création de la forme SAS et fait de celle-ci un instrument de gestion privilégié par les grands groupes, notamment multinationaux, ainsi que par les petites ou moyennes entreprises et les sociétés mères d'achat à effet de levier (LBO). La SAS est aussi très appréciée des start-ups.
La principale caractéristique de la SAS est qu'elle permet de dissocier le capital du pouvoir, tout en préservant certaines caractéristiques de la SA : en résumé, un associé peut disposer de prérogatives indépendantes de sa part de capital.

### Adoption du statut
La SAS est devenue la forme sociale privilégiée des PME et des holdings financiers (particulièrement dans les LBO).
La SAS, créée en 1994 (loi du 3 janvier 1994), a longtemps été réservée aux coentreprises ; elles ne pouvaient alors être constituées qu'entre des sociétés d'un capital d'au moins 1,5 MF. En 1999, la SAS a été ouverte à toutes personnes physiques ou morales et a immédiatement connu un formidable essor, pour deux raisons principales qui sont le statut social du chef d'entreprise et la liberté contractuelle.

### Liberté contractuelle
Sur le plan de la liberté contractuelle, la SAS est devenue le vecteur privilégié des organisations de type capitalistique / managériale et ce pour plusieurs raisons dont les principales sont les suivantes :
La responsabilité du pouvoir peut être limitée au management.
Dans la SAS, le pouvoir est exercé par une unique personne : le président, qui peut être une personne physique ou morale et associé ou non (tiers). Le président est corrélativement le seul responsable, à l'égard des tiers, de l'exercice de ce pouvoir. Il peut être prévu, en parallèle, des organes de décision collective (l'équivalent de conseils d'administration), de contrôle (l'équivalent de conseils de surveillance) ou de tous autres types. Les membres de ces organes sont, à la différence des SA, « déresponsabilisés » et ne peuvent être mis en cause au titre de manquements ou d'infractions qui ne relèvent légalement que de la responsabilité du seul président. La compétence de ces organes est par ailleurs pleinement contractuelle à la différence des SA où le conseil d'administration dispose d'une compétence légale très large qui ne peut être réduite ni limitée par le pacte statutaire. Le pouvoir peut donc être librement réparti entre managers et investisseurs, tout en circonscrivant cette responsabilité sur le seul manager de tête.
Les statuts peuvent intégrer des clauses relevant précédemment des pactes d'actionnaires.
La question de la propriété du capital est évidemment cruciale. La SA ne permet pour l'essentiel d'y apporter que deux catégories de réponses qui sont l'agrément (l'accord qui doit être donné pour céder à un tiers) et la préemption (le droit des associés de racheter prioritairement). Les accords complexes qui président à une association entre des managers et des investisseurs ne pouvaient auparavant être traduits que dans des contrats extra-statutaires dont la force exécutoire était très réduite. Dans la SAS, la plupart de ces accords peuvent désormais être statutaires et, pour la plupart, de force impérative : inaliénabilité des actions (ou de certaines catégories d'entre elles), sorties obligatoires (« calls » et « puts »[pas clair]), facultatives ou conjointes, privation de droits de vote, sanctions par voie d'exclusion… Les accords entre actionnaires, de nature économique, peuvent donc être très largement retranscrits dans la SAS par des obligations juridiques impératives. Cette liberté contractuelle a d'ailleurs été élargie par une réforme des valeurs mobilières (juin 2004) qui permet de créer tous types de titres de capital ou quasi-capital. Toutefois, contrairement aux pactes qui restent secrets, ces statuts doivent être publiés ; et il arrive donc que les sociétés cumulent ce statut avec la création de pactes.
Le pouvoir est librement réparti.
Sous quelques rares réserves (changement de nationalité, augmentation des engagements des associés…), les décisions sont adoptées selon les règles contractuelles fixées par les statuts (dont la violation est sanctionnée par la nullité, à la différence d'un pacte extra-statutaire, uniquement sanctionné par des dommages et intérêts). La SAS peut être, si les associés le souhaitent, une « dictature » à l'inverse d'une SA qui ne peut légalement être qu'une « démocratie ».
Limite du nombre d'actionnaires minimum abaissée.
La SAS ne nécessite que deux associés minimum. La SAS peut même être constituée par un seul associé (« associé unique ») dans le cadre d'une SASU (société par actions simplifiée unipersonnelle). Chaque associé peut être une personne physique ou une personne morale, de droit public ou privé, française ou étrangère. Une personne mineure peut être associée.
Il n'y a pas forcément de conseil d'administration.
Le seul organe de direction obligatoire est le président, qui peut être une personne physique ou une personne morale. Le président représente la société à l’égard des tiers. Les statuts peuvent prévoir la désignation d’un ou de plusieurs autres dirigeants (qualifiés de Directeur général ou Directeur général délégué) qui n’auront cependant pas la qualité de représentant légal de la SAS.

## Régime fiscal
La SAS est en principe soumise à l'impôt sur les sociétés (IS).
La SAS peut toutefois opter pour l'impôt sur le revenu (IR) à la condition toutefois que le capital soit détenu à plus de 50 % par des personnes physiques et que le dirigeant et sa famille détiennent au moins 34 % du capital ; cette option est réservée aux sociétés créées depuis moins de cinq ans, exerçant une activité commerciale, artisanale, agricole ou libérale, et en dessous du triple seuil de 50 salariés, 10 millions d'euros de chiffre d'affaires et 10 millions d'euros de total de bilan ; cette option n'est valable que durant 5 exercices.
Si la société est à l'IR, seuls les associés sont imposés et non la société elle-même (c'est ce que l'on appelle la transparence fiscale) : chaque actionnaire doit déclarer une fraction du bénéfice proportionnelle à sa participation au capital dans sa déclaration des revenus ; il en est ainsi même si la société ne procède pas à la distribution de ce bénéfice : par contre, il n'y aura pas lieu à nouvelle taxation le jour où la société procèdera à une distribution.
La SAS est soumise à la TVA dès lors qu'elle a une véritable activité économique: cela exclut les holdings exclusivement financières.

## Sécurité sociale
Le dirigeant d'une SAS (président ou directeur général) est assujetti au régime de sécurité sociale des travailleurs salariés s'il est rémunéré au titre de ses fonctions ; il n'est pas assujetti et n'est pas soumis à cotisations si ses fonctions de dirigeant ne sont pas rémunérées.
Le dirigeant rémunéré ne bénéficie que de la sécurité sociale des salariés : il n'est pas un salarié au regard du droit du travail et ne peut donc bénéficier ni des dispositions des conventions collectives ni de droits au chômage.
Sur le plan du statut social, la SAS est un substitut à la société anonyme (SA) dans les PME. Les PME adoptaient auparavant la forme de SA afin de permettre aux dirigeants majoritaires dans le capital de bénéficier du régime de protection sociale des salariés. Deux types de régimes sociaux existent en France : le régime « salarié » et le régime « travailleurs non salariés » (TNS).
Schématiquement, dans le régime salarié (régime « général »), les cotisations sont versées à des organismes (para)publics de répartition (maladie et retraite) et ouvrent droit à des prestations sociales assurées par ces régimes. Le régime TNS, à l'inverse, consiste à cotiser à des organismes privés, sous la tutelle de l'État, fonctionnant (pour la retraite) sur le principe de la capitalisation ou (pour la maladie) sur le principe de l'assurance.
Le dirigeant, majoritaire en capital, d'une société est affilié à l'un ou l'autre des régimes selon la forme de la société :
- société par actions (SA, SAS…), régime général ;
- société de personnes (SARL, SNC…), régime TNS.

Jusqu'à la loi Madelin du 11 février 1994, le régime TNS offrait, à coût identique, une protection sociale significativement moindre, tant en termes de maladie que de retraite. Depuis les réformes « Madelin », la donne s'est progressivement inversée et désormais le régime TNS est généralement moins coûteux à protection égale (sauf maladie chronique non couverte par les assurances « privées » du régime TNS).
Ceci explique que de nombreuses PME avaient auparavant la forme de SA : le dirigeant (détenant très souvent 99,99 % du capital, le solde étant fictivement réparti entre son conjoint, ses enfants et amis) souhaitait simplement bénéficier du régime général.
La SAS a changé la donne dans la mesure où les contraintes formelles liées à la SA (au moins deux actionnaires depuis septembre 2015 (auparavant sept), existence d'un conseil d'administration…) disparaissaient tout en maintenant le même régime de protection sociale. De nombreuses PME se sont donc immédiatement transformées en SAS. La SA, qui représentait jusqu'en 2000 environ 40 % des PME ne représente plus aujourd'hui que 10 %, par cette simple considération.

## Limitations et particularités
- Il est interdit aux SAS de procéder à une offre au public de titres financiers ou à l'admission de ses actions aux négociations sur un marché réglementé (art. L.227-2 du code de commerce). Depuis le 1er avril 2009, les SAS sont autorisées à procéder[C'est-à-dire ?] à des offres réservées à des investisseurs qualifiés ou à un cercle restreint d'investisseurs ou portant sur des titres dans des conditions telles qu'il n'y a pas offre au public.
- La mention « Société par actions simplifiée » ou les initiales « SAS » doit suivre ou précéder le nom de la société sur tous les actes et documents destinés aux tiers, sous peine d'une injonction de faire prononcée sous astreinte par le tribunal de commerce statuant en référé[11].
- Le montant du capital est libre, la loi n'imposant plus de minimum.
- La nomination d'un commissaire aux comptes  est facultative sous certains seuils d'activité (CA : 8 000 000 € ; total bilan : 4 000 000 € ; effectif moyen : 50). Depuis la loi Pacte de 2019, une SAS contrôlant une ou plusieurs sociétés n'a plus l'obligation de nommer un Commissaire aux comptes si l'ensemble de la structure, filiales comprises, ne dépasse pas les seuils[C'est-à-dire ?]. Cette disposition ainsi que les seuils figurent dans l’article L. n° 2019-486, 22 mai 2019, JO 23 mai, art. 20.
- Le capital peut être stipulé variable (l'évolution dans sa composition fluctuant au gré des retraits et des souscriptions nouvelles des associés, dans la limite d'un capital statutaire (montant du capital inscrit dans les statuts), sans qu'une décision collective (via les organes de décision collective) soit nécessaire pour décider chaque augmentation ou réduction ponctuelle du capital effectif).
- L'apport en industrie était proscrit jusqu'au 31 décembre 2008 ; il devient possible à compter du 1er janvier 2009 (innovation de la loi de modernisation de l'économie LME).
- Un président est obligatoire : c'est le seul organe imposé par la loi. Le président qui engage la société envers les tiers, il peut s'agir d'une personne morale.
- La rémunération des dirigeants n'est pas soumise à publicité légale.